# Террер
Террер (ісп. Terrer) — муніципалітет в Іспанії, у складі автономної спільноти Арагон, у провінції Сарагоса. Населення — 519 осіб (2010).
Муніципалітет розташований на відстані близько 200 км на північний схід від Мадрида, 80 км на південний захід від Сарагоси.
На території муніципалітету розташовані такі населені пункти: (дані про населення за 2010 рік)
- Асукарера: 14 осіб
- Террер: 505 осіб

## Демографія
Динаміка населення (INE ):